# Vladimir Bryntsalov
Vladimir Alexeïevitch Bryntsalov (russe : Брынцалов, Владимир Алексеевич), né le 23 novembre 1946 à Tcherkessk est un pharmacien et homme politique russe.

## Biographie
Il se présente lors de l'élection présidentielle russe de 1996 et tente de se présenter à celle de 2004. Il est élu en 1995 à la Douma d'État puis de nouveau jusqu'en 2003.
Il est le fondateur de l'entreprise pharmaceutique Fereïn qui fabriquait de l'insuline sous licence qui finit par être mise en faillite ; puis fonde les firmes Bryntsalov et Brinstalov-A dans une zone franche de Gorno-Altaïsk.